# Fraates III
Fraates III, död 57 f.Kr., var en partisk kung, som regerade 70-57 f.Kr.
Fraates förde krig med Tigran II av Armenien och trädde därvid i förbindelse med Pompejus. Deras kontakt utgjorde partherrikets första politiska beröring med romarriket.